# 范镇龙
范鎮龍（？—645年），林邑国7世紀前半叶国王（在位：? - 645年）。梵文名Bhasadharma，范头黎之子。范头黎死後，范鎮龍即位林邑国王。645年，臣下摩訶漫多伽独将他弑殺，其王族灭絶。

## 传記資料
- 《新唐书》

| 前任： 范头黎 | 占城第四王朝第4代王 ？—645年 | 繼任： 拔陀罗首罗跋摩 |